# FA Premier League 2000-2001
La FA Premier League 2000-2001 è stata la 102ª edizione della massima serie del campionato inglese di calcio, disputato tra il 19 agosto 2000 e il 19 maggio 2001 e concluso con la vittoria del Manchester Utd, al suo quattordicesimo titolo, il terzo consecutivo.
Capocannoniere del torneo è stato Jimmy Floyd Hasselbaink (Chelsea) con 23 reti.

## Stagione

### Novità
Al posto delle retrocesse Wimbledon FC, Sheffield Weds e Watford sono saliti dalla First Division il Charlton, il Manchester City e, dopo i play-off, l'Ipswich Town.

### Avvenimenti
I Red Devils ottennero la vetta della classifica ad ottobre non lasciandola più fino a fine stagione. I rivali iniziali furono il sorprendente Leicester City che stazionò per alcune giornate in vetta alla graduatoria dopo ben 35 anni ed il neo promosso Ipswich Town; l'Arsenal accumulò un ritardo pesante sin dalle prime giornate e non fu mai in lotta per il titolo pur riuscendo a risalire fino al secondo posto; un pesante 6-1 incassato nello scontro diretto chiuse di fatto un torneo senza storia. Il Liverpool si consolò con un treble di coppe (Coppa UEFA, FA Cup e League Cup) e riuscì a resistere alla rimonta del Leeds Utd ottenendo la qualificazione per la Champions League. Per il Leeds fu l'inizio del declino che porterà il club in pochi anni dalla semifinale di Champions League raggiunta in questa stagione alla retrocessione in terza serie: il presidente del club infatti aveva ottenuto molti prestiti bancari contando di recuperare il denaro con la partecipazione alla massima competizione europea.
Storico fu il torneo della matricola Ipswich Town che riuscì a qualificarsi per la Coppa UEFA e lottò per il terzo posto sino all'ultima giornata. Il Leicester City invece crollò nella seconda metà di stagione piazzandosi in un'anonima posizione di centro classifica. In coda il Derby County superò le difficoltà iniziali e si salvò vincendo alla penultima giornata ad Old Trafford. La sconfitta dei cugini costò cara al Manchester City che veniva da due promozioni consecutive, accompagnato in seconda serie dal Bradford City, ultimo per tutta la stagione e dal Coventry City che questa volta non riuscì ad evitare il baratro e salutò la massima divisione inglese dopo ben 34 anni di permanenza.

## Squadre partecipanti
| Club            | Stagione | Città               | Stadio             | Stagione precedente                                  |
| --------------- | -------- | ------------------- | ------------------ | ---------------------------------------------------- |
| Arsenal         | dettagli | Londra              | Arsenal Stadium    | 2º posto in Premier League                           |
| Aston Villa     | dettagli | Birmingham          | Villa Park         | 6º posto in Premier League                           |
| Bradford City   | dettagli | Bradford            | Valley Parade      | 17º posto in Premier League                          |
| Charlton        | dettagli | Londra              | The Valley         | 1º posto in First Division, promosso                 |
| Chelsea         | dettagli | Londra              | Stamford Bridge    | 5º posto in Premier League                           |
| Coventry City   | dettagli | Coventry            | Highfield Road     | 14º posto in Premier League                          |
| Derby County    | dettagli | Derby               | Pride Park Stadium | 16º posto in Premier League                          |
| Everton         | dettagli | Liverpool           | Goodison Park      | 13º posto in Premier League                          |
| Ipswich Town    | dettagli | Ipswich             | Portman Road       | 3º posto in First Division, promosso dopo i play-off |
| Leeds Utd       | dettagli | Leeds               | Elland Road        | 3º posto in Premier League                           |
| Leicester City  | dettagli | Leicester           | Filbert Street     | 8º posto in Premier League                           |
| Liverpool       | dettagli | Liverpool           | Anfield            | 4º posto in Premier League                           |
| Manchester City | dettagli | Manchester          | Maine Road         | 2º posto in First Division, promosso                 |
| Manchester Utd  | dettagli | Manchester          | Old Trafford       | 1º posto in Premier League                           |
| Middlesbrough   | dettagli | Middlesbrough       | Riverside Stadium  | 12º posto in Premier League                          |
| Newcastle Utd   | dettagli | Newcastle upon Tyne | St James' Park     | 11º posto in Premier League                          |
| Southampton     | dettagli | Southampton         | The Dell           | 15º posto in Premier League                          |
| Sunderland      | dettagli | Sunderland          | Stadium of Light   | 7º posto in Premier League                           |
| Tottenham       | dettagli | Londra              | White Hart Lane    | 10º posto in Premier League                          |
| West Ham Utd    | dettagli | Londra              | Boleyn Ground      | 9º posto in Premier League                           |

## Allenatori e primatisti
| Club             | Allenatore                                                               | Calciatore più presente               | Cannoniere                                      |
| ---------------- | ------------------------------------------------------------------------ | ------------------------------------- | ----------------------------------------------- |
| Arsenal          | Arsène Wenger                                                            | Thierry Henry (35)                    | Thierry Henry (17)                              |
| Aston Villa      | John Gregory                                                             | David James, Paul Merson (38)         | Dion Dublin (8)                                 |
| Bradford City    | Chris Hutchings (1ª-12ª) Stuart McCall (13ª-14ª) Jim Jefferies (15ª-38ª) | Stuart McCall (37)                    | Benito Carbone (5)                              |
| Charlton         | Alan Curbishley                                                          | Claus Jensen (38)                     | Jonatan Johansson (11)                          |
| Chelsea          | Gianluca Vialli (1ª-5ª) Claudio Ranieri (6ª-38ª)                         | Dennis Wise, Gianfranco Zola (23)     | Jimmy Floyd Hasselbaink (23)                    |
| Coventry City    | Gordon Strachan                                                          | Craig Bellamy (34)                    | Craig Bellamy, Mustapha Hadji, John Hartson (6) |
| Derby County     | Jim Smith                                                                | Malcolm Christie (34)                 | Malcolm Christie (8)                            |
| Everton          | Walter Smith                                                             | David Weir (37)                       | Kevin Campbell (9)                              |
| Ipswich Town     | George Burley                                                            | Matt Holland (38)                     | Marcus Stewart (19)                             |
| Leeds Utd        | David O'Leary                                                            | Lee Bowyer (38)                       | Mark Viduka (17)                                |
| Leicester City   | Peter Taylor                                                             | Gary Rowett (38)                      | Ade Akinbiyi (9)                                |
| Liverpool        | Gérard Houllier                                                          | Markus Babbel, Sander Westerveld (38) | Michael Owen (16)                               |
| Manchester City  | Joe Royle                                                                | Steve Howey (36)                      | Paulo Wanchope (9)                              |
| Manchester Utd   | Alex Ferguson                                                            | Gary Neville, Paul Scholes (32)       | Teddy Sheringham (15)                           |
| Middlesbrough    | Terry Venables & Bryan Robson                                            | Christian Karembeu (33)               | Alen Bokšić (12)                                |
| Newcastle United | Bobby Robson                                                             | Aaron Hughes, Gary Speed (35)         | Carl Cort, Nolberto Solano (6)                  |
| Southampton      | Glenn Hoddle (1ª-30ª) Stuart Gray (31ª-38ª)                              | Wayne Bridge, Claus Lundekvam (38)    | James Beattie (11)                              |
| Sunderland       | Peter Reid                                                               | Michael Gray (36)                     | Kevin Phillips (14)                             |
| Tottenham        | George Graham (1ª-29ª) David Pleat (30ª-31ª) Glenn Hoddle (32ª-38ª)      | Neil Sullivan (35)                    | Les Ferdinand (10)                              |
| West Ham Utd     | Harry Redknapp (1ª-37ª) Glenn Roeder (38ª)                               | Shaka Hislop, Stuart Pearce (34)      | Frederic Kanouté (11)                           |

## Classifica finale
|       | Pos. | Squadra         | Pt | G  | V  | N  | P  | GF | GS | DR  |
| ----- | ---- | --------------- | -- | -- | -- | -- | -- | -- | -- | --- |
|       | 1.   | Manchester Utd  | 80 | 38 | 24 | 8  | 6  | 79 | 31 | +48 |
|       | 2.   | Arsenal         | 70 | 38 | 20 | 10 | 8  | 63 | 38 | +25 |
|       | 3.   | Liverpool       | 69 | 38 | 20 | 9  | 9  | 71 | 39 | +32 |
|       | 4.   | Leeds Utd       | 68 | 38 | 20 | 8  | 10 | 64 | 43 | +21 |
| [ 4 ] | 5.   | Ipswich Town    | 66 | 38 | 20 | 6  | 12 | 57 | 42 | +15 |
| [ 5 ] | 6.   | Chelsea         | 61 | 38 | 17 | 10 | 11 | 68 | 45 | +23 |
|       | 7.   | Sunderland      | 57 | 38 | 15 | 12 | 11 | 46 | 41 | +5  |
|       | 8.   | Aston Villa     | 54 | 38 | 13 | 15 | 10 | 46 | 43 | +3  |
|       | 9.   | Charlton        | 52 | 38 | 14 | 10 | 14 | 50 | 57 | -7  |
|       | 10.  | Southampton     | 52 | 38 | 14 | 10 | 14 | 40 | 48 | -8  |
|       | 11.  | Newcastle Utd   | 51 | 38 | 14 | 9  | 15 | 44 | 50 | -6  |
|       | 12.  | Tottenham       | 49 | 38 | 13 | 10 | 15 | 47 | 54 | -7  |
|       | 13.  | Leicester City  | 48 | 38 | 14 | 6  | 18 | 39 | 51 | -12 |
|       | 14.  | Middlesbrough   | 42 | 38 | 9  | 15 | 14 | 44 | 44 | 0   |
|       | 15.  | West Ham Utd    | 42 | 38 | 10 | 12 | 16 | 45 | 50 | -5  |
|       | 16.  | Everton         | 42 | 38 | 11 | 9  | 18 | 45 | 59 | -14 |
|       | 17.  | Derby County    | 42 | 38 | 10 | 12 | 16 | 37 | 59 | -22 |
|       | 18.  | Manchester City | 34 | 38 | 8  | 10 | 20 | 41 | 65 | -24 |
|       | 19.  | Coventry City   | 34 | 38 | 8  | 10 | 20 | 36 | 63 | -27 |
|       | 20.  | Bradford City   | 26 | 38 | 5  | 11 | 22 | 30 | 70 | -40 |

Legenda:
      Campione d'Inghilterra e qualificata alla prima fase a gironi della UEFA Champions League 2001-2002.
      Qualificata alla prima fase a gironi della UEFA Champions League 2001-2002.
      Qualificate al terzo turno di qualificazione della UEFA Champions League 2001-2002.
      Qualificate al primo turno di Coppa UEFA 2001-2002.
      Ammesse al terzo turno di Coppa Intertoto 2001.
      Retrocesse in First Division 2001-2002.
Regolamento:
Tre punti a vittoria, uno a pareggio, zero a sconfitta.
A parità di punti le squadre vengono classificate secondo la differenza reti.

### Squadra campione
| Formazione tipo | Giocatori (presenze)      |
| --- | ------------------------- |
| Barthez G. Neville Silvestre Brown P. Neville Beckham Keane Scholes Giggs Sheringham Solskjær | Fabien Barthez (30)       |
| Barthez G. Neville Silvestre Brown P. Neville Beckham Keane Scholes Giggs Sheringham Solskjær | Gary Neville (32)         |
| Barthez G. Neville Silvestre Brown P. Neville Beckham Keane Scholes Giggs Sheringham Solskjær | Mikaël Silvestre (30)     |
| Barthez G. Neville Silvestre Brown P. Neville Beckham Keane Scholes Giggs Sheringham Solskjær | Wes Brown (28)            |
| Barthez G. Neville Silvestre Brown P. Neville Beckham Keane Scholes Giggs Sheringham Solskjær | Phil Neville (29)         |
| Barthez G. Neville Silvestre Brown P. Neville Beckham Keane Scholes Giggs Sheringham Solskjær | David Beckham (31)        |
| Barthez G. Neville Silvestre Brown P. Neville Beckham Keane Scholes Giggs Sheringham Solskjær | Roy Keane (28)            |
| Barthez G. Neville Silvestre Brown P. Neville Beckham Keane Scholes Giggs Sheringham Solskjær | Paul Scholes (32)         |
| Barthez G. Neville Silvestre Brown P. Neville Beckham Keane Scholes Giggs Sheringham Solskjær | Ryan Giggs (31)           |
| Barthez G. Neville Silvestre Brown P. Neville Beckham Keane Scholes Giggs Sheringham Solskjær | Teddy Sheringham (29)     |
| Barthez G. Neville Silvestre Brown P. Neville Beckham Keane Scholes Giggs Sheringham Solskjær | Ole Gunnar Solskjær (31)  |
| Barthez G. Neville Silvestre Brown P. Neville Beckham Keane Scholes Giggs Sheringham Solskjær | Allenatore: Alex Ferguson |
| Altri giocatori: Nicky Butt (28), Dwight Yorke (22), Denis Irwin (21), Andy Cole (19), Luke Chadwick (15), Jaap Stam (15), Ronnie Wallwork (12), Ronny Johnsen (11), Raimond van der Gouw (10), Quinton Fortune (7), Jonathan Greening (7), Michael James Stewart (3), Andy Goram (2), David May (2), Henning Berg (1), Bojan Đorđić (1), David Healy (1), Paul Rachubka (1). |                           |

## Statistiche

### Squadre

#### Capoliste solitarie
Fonte:
|    | ——        | ——        | —— | —— | —— | —— | ——  | —— | ——  | ——  | ——  | ——             | ——             | ——             | ——             | ——             | ——             | ——             | ——             | ——             | ——             | ——             | ——             | ——             | ——             | ——             | ——             | ——             | ——             | ——             | ——             | ——             | ——             | ——             | ——             | ——             | ——             | —— |  |
|    | Leeds Utd | Leeds Utd |    |    |    |    | LeC |    |     |     |     | Manchester Utd | Manchester Utd | Manchester Utd | Manchester Utd | Manchester Utd | Manchester Utd | Manchester Utd | Manchester Utd | Manchester Utd | Manchester Utd | Manchester Utd | Manchester Utd | Manchester Utd | Manchester Utd | Manchester Utd | Manchester Utd | Manchester Utd | Manchester Utd | Manchester Utd | Manchester Utd | Manchester Utd | Manchester Utd | Manchester Utd | Manchester Utd | Manchester Utd | Manchester Utd |    |  |
|    |           |           |    |    |    |    |     |    |     |     |     |                |                |                |                |                |                |                |                |                |                |                |                |                |                |                |                |                |                |                |                |                |                |                |                |                |                |    |  |
|    |           |           |    |    |    |    |     |    |     |     |     |                |                |                |                |                |                |                |                |                |                |                |                |                |                |                |                |                |                |                |                |                |                |                |                |                |                |    |  |
| 1ª | 2ª        | 3ª        | 4ª | 5ª | 6ª | 7ª | 8ª  | 9ª | 10ª | 11ª | 12ª | 13ª            | 14ª            | 15ª            | 16ª            | 17ª            | 18ª            | 19ª            | 20ª            | 21ª            | 22ª            | 23ª            | 24ª            | 25ª            | 26ª            | 27ª            | 28ª            | 29ª            | 30ª            | 31ª            | 32ª            | 33ª            | 34ª            | 35ª            | 36ª            | 37ª            | 38ª            |    |  |

### Individuali

#### Classifica marcatori
Fonte:
| Gol | Rigori |  | Giocatore               | Squadra        |
| --- | ------ |  | ----------------------- | -------------- |
| 23  | 4      |  | Jimmy Floyd Hasselbaink | Chelsea        |
| 19  | 2      |  | Marcus Stewart          | Ipswich Town   |
| 17  | 1      |  | Thierry Henry           | Arsenal        |
| 17  |        |  | Mark Viduka             | Leeds Utd      |
| 16  |        |  | Michael Owen            | Liverpool      |
| 15  | 1      |  | Teddy Sheringham        | Manchester Utd |
| 14  |        |  | Emile Heskey            | Liverpool      |
| 14  | 2      |  | Kevin Phillips          | Sunderland     |
| 12  | 2      |  | Alen Bokšić             | Middlesbrough  |
| 11  |        |  | James Beattie           | Southampton    |
| 11  |        |  | Jonatan Johansson       | Charlton       |
| 11  |        |  | Frederic Kanouté        | West Ham Utd   |
| 11  |        |  | Gustavo Poyet           | Chelsea        |
| 11  |        |  | Alan Smith              | Leeds Utd      |
| 11  |        |  | Ole Gunnar Solskjær     | Manchester Utd |